# Bergtapir
De bergtapir (Tapirus pinchaque) is de kleinste van de vier algemeen erkende tapirsoorten, en de enige die niet in het regenwoud voorkomt.

## Kenmerken
Ze worden ongeveer 1,8 meter lang met een staart van 5-10 cm lang, worden ongeveer 75-80 cm hoog en wegen ongeveer 250 kg. De kleur van de haren is roodbruin tot zwart. Lippen en oren zijn doorgaans van witte franjeharen voorzien. Omdat ze op grote hoogten leven hebben ze ook een dikkere vacht dan de andere tapirsoorten.

## Leefwijze
Deze dieren zoeken in het schemerdonker naar voedsel, dat bestaat uit bladeren van lage boompjes en struiken. Overdag verschuilen ze zich in het kreupelhout. Zaden passeren ongeschonden hun darmkanaal en worden via hun uitwerpselen over de bosbodem verspreid, waardoor ze hun bijdrage leveren aan de verjonging van het bos.

## Verspreiding
Deze soort komt voor op de grote hoogten van de Andes. Van de Andes komt hij vooral in de noordelijke gebieden zoals in Venezuela, Peru, Ecuador en Colombia in tropische en subtropische wouden en hooggelegen graslanden, op hoogten van meer dan 4500 meter.
Midden-Amerikaanse tapir (Tapirus bairdi) · Indische tapir (Tapirus indicus) · Bergtapir (Tapirus pinchaque) · Laaglandtapir (Tapirus terrestris)